# Episodi di Mr. Bean (serie animata) (seconda stagione)
La seconda stagione della serie animata Mr. Bean è andata in onda nel Regno Unito tra il 16 febbraio e il 5 aprile 2003; in Italia tra il 1º febbraio e il 6 dicembre 2005.
| n. | Titolo originale | Titolo italiano       | Prima TV Regno Unito | Prima TV Italia   |
| -- | ---------------- | --------------------- | -------------------- | ----------------- |
| 1  | Goldfish         | Pesce rosso           | 16 febbraio 2003     | 1º febbraio 2005  |
| 2  | Inventor         | L'inventore           | 16 febbraio 2003     | 17 febbraio 2005  |
| 3  | Royal Bean       | Bean tra i reali      | 23 febbraio 2003     | 9 maggio 2005     |
| 4  | Young Bean       | Il giovane Bean       | 23 febbraio 2003     | 10 agosto 2005    |
| 5  | In the Pink      | Mistero in rosa       | 1º marzo 2003        | 13 agosto 2005    |
| 6  | Dinner for Two   | Cena per due          | 1º marzo 2003        | 15 agosto 2005    |
| 7  | The Ball         | La palla              | 8 marzo 2003         | 19 settembre 2005 |
| 8  | Toothache        | Mal di denti          | 8 marzo 2003         | 1º ottobre 2005   |
| 9  | Haircut          | Capelli ribelli       | 15 marzo 2003        | 8 ottobre 2005    |
| 10 | Neighbourly Bean | Bean contro tutti     | 15 marzo 2003        | 22 ottobre 2005   |
| 11 | Car Trouble      | Bean prende il volo   | 22 marzo 2003        | 8 novembre 2005   |
| 12 | Restaurant       | Il ristorante         | 22 marzo 2003        | 29 novembre 2005  |
| 13 | Art Thief        | Ladro d'arte          | 29 marzo 2003        | 30 novembre 2005  |
| 14 | Scaredy Bean     | Incubo                | 29 marzo 2003        | 3 dicembre 2005   |
| 15 | Hot Date         | Un caldo appuntamento | 5 aprile 2003        | 5 dicembre 2005   |
| 16 | Wanted           | Ricercato             | 5 aprile 2003        | 6 dicembre 2005   |

## Pesce rosso
Dopo che Mr. Bean fa cadere accidentalmente Teddy in un secchio pieno di sardine estremamente puzzolenti, il peluche ne assorbe l'odore, costringendo il suo proprietario a portarlo in lavanderia. Durante la notte, il protagonista vede un pesce rosso nello stagno fuori casa che sta per essere mangiato da Scrapper, ma riesce a salvare l'animaletto appena in tempo e inizia a prendersi cura di lui. Il giorno dopo, Bean lo porta in spiaggia e qui il suo animale da compagnia viene mangiato da un pesce spada che finisce per trascinare via anche il protagonista. Dopo essere atterrato su un peschereccio, quest'ultimo trova il suo pesce rosso incolume ma finisce per assorbire l'odore del pescato e quindi è costretto a recarsi a sua volta in lavanderia per lavarsi come Teddy.

## L'inventore
Quando un inventore si trasferisce nel condominio di Mr. Bean, Mrs. Wicket fa traslocare il protagonista al piano di sopra e lascia che il nuovo arrivato possa occupare il suo appartamento. Dopo alcuni tentativi falliti di superarlo in astuzia, Bean vede la sua più grande invenzione e la modifica per farla funzionare male mentre l'inventore è al piano di sotto che chiama Mrs. Wicket. Successivamente la macchina malfunzionante provoca numerosi danni così la donna decide di cacciare l'inventore dal palazzo e il protagonista è libero di tornare nel suo appartamento originale.

## Bean tra i reali
Mr. Bean rompe la sua tazza preferita, la quale raffigurava il volto della regina Elisabetta II. Mentre ne cerca una nuova, l'uomo trova un camion che trasporta tazzine decorate con l'effigie della sovrana e decide di seguirlo fino a Buckingham Palace. Una volta lì, uno dei corgi reali della regina ruba Teddy e Bean lo insegue. Alla fine quest'ultimo riesce a riportare il cane scomparso alla sovrana, venendo così ricompensato con una tazzina e nominato cavaliere.

## Il giovane Bean
Mr. Bean ruba una fetta della torta al cioccolato di Mrs. Wicket ed è costretto a nascondersi nella sua soffitta, dove trova vari oggetti legati alla sua infanzia. Sentendosi in colpa per aver rovinato il matrimonio della donna guidando un go-kart simile alla sua Mini giù da una collina quando era bambino, decide di restituire la fetta di torta che ha rubato in modo da espiare le sue azioni passate. Tuttavia una volta giunto silenziosamente nella cucina, viene fatto scoprire da Scrapper e così Mrs. Wicket punisce Bean.

## Mistero in rosa
Mr. Bean adotta uno strano animale peloso di colore rosa dal negozio di animali. Dopo aver scoperto che si tratta di un piccolo tasso, il protagonista si rende conto che fa parte del tentativo della coppia di ladri di vendere i cuccioli dipingendoli di rosa per guadagnare soldi. Una volta appreso ciò, sabota il loro piano manomettendo il freno a mano del loro furgone e il veicolo va a schiantarsi contro un'auto della polizia. I due delinquenti vengono arrestati, il poliziotto si congratula con Bean per aver collaborato con la giustizia e i tassi sono liberi.

## Cena per due
Irma sta per arrivare per la cena ma Mr. Bean si addormenta nella vasca da bagno; di conseguenza il tacchino che stava preparando in forno è completamente bruciato. Per compensare a ciò prova a cucinare degli spaghetti; tuttavia li lascia cadere accidentalmente nello scarico del lavello dopo essere stato distratto da un uccello morto schiacciato dalla finestra. Decide quindi di preparare il volatile ma poiché questo è troppo piccolo, lo gonfia per farlo sembrare un tacchino. Il suo piano però fallisce e così lui e Irma tentano di mangiare un topo.

## La palla
Durante una partita di tennis giocata dai Bruiser, i vicini di casa di Mr. Bean, la pallina esce fuori dal campo. Il protagonista cerca di riportargliela, ma finisce accidentalmente per farla incastrare nella grondaia di un condominio. Dopo diversi tentativi falliti di rimuovere la palla, Bean recupera finalmente l'oggetto rimbalzando su un trampolino. In seguito, mentre i Bruiser giocano nuovamente a tennis, la palla finisce accidentalmente in un bidone della spazzatura. Il protagonista però lancia per errore un uovo e il vicino di casa furioso lo insegue per fargliela pagare.

## Mal di denti
Mentre sta mangiando popcorn e guardando la TV, a Mr. Bean si rompe un dente e ciò gli causa molto dolore. Dopo diversi tentativi di estrarlo, il protagonista mangia un popcorn e fa finalmente uscire il dente, ma inizia ad emettere un fischio ogni volta che respira attraverso lo spazio nella sua bocca; perciò usa il corno di un triceratopo giocattolo come dente sostitutivo. Il giorno successivo però si rende conto di aver un aspetto orribile e decide di andare da un dentista per sostituire il dente cariato. In seguito Bean incolla il corno del triceratopo giocattolo al suo posto, ma finisce per metterlo storto; cerca di toglierlo strappandolo con i denti, tuttavia uno di essi si rompe.

## Capelli ribelli
Mr. Bean salva un gattino nero sopra un albero e la proprietaria lo ringrazia e lo ricompensa. Quando un fotografo della stampa e la donna arrivano alla sua porta per scattare una fotografia, il protagonista decide di farsi un bel taglio di capelli poiché i suoi sono disordinati ma il barbiere a cui si rivolge è troppo lento per accontentarlo in tempo. Decide quindi di tagliarsi i capelli da solo tuttavia inavvertitamente se li taglia tutti diventando di conseguenza calvo, e nel mentre il fotografo lo attende con impazienza. Tenta quindi di nascondere i suoi capelli finché non vede volare via il parrucchino dell'uomo; dopo essersene impossessato lo tinge di nero e lo indossa. Mentre Bean e la proprietaria stanno per farsi scattare la foto, una folata di vento improvvisa spazza via il parrucchino e il protagonista si mette il gattino in testa per fingere di avere i capelli. Alla fine il barbiere vede la foto sul giornale e siccome è di suo gradimento decide di aggiungere il taglio di capelli di Bean come novità del suo negozio.

## Bean contro tutti
Mentre sta guardando la TV, Mr. Bean viene disturbato dai rumori causati dai Bruiser e non riesce a risolvere la situazione nemmeno spostando la televisione in altre aree della casa. Quando arriva nella cabina armadio, l'unico posto assolutamente silenzioso, scopre che il suo programma preferito è già terminato. Il protagonista si arrabbia al punto da vendicarsi registrando tutti i rumori dei vicini e usandoli di notte per tenerli svegli.

## Bean prende il volo
Poiché la sua Mini non funziona più, Mr. Bean è costretto a portarla in officina. Il responsabile dell'officina gli dice che l'auto andrà demolita; tuttavia poco dopo riesce a ripararla, per poi appropriarsene. Il protagonista quindi acquista una mongolfiera per sostituire il veicolo, ma quando vede che la sua Mini è tornata in strada, si rende conto che il gestore gliel'ha rubata e riesce a riprendersela.

## Il ristorante
Mr. Bean festeggia il suo compleanno in un ristorante di lusso con Teddy, ignaro di dover cenare insieme a una coppia di celebrità. Al locale il protagonista causa una serie di problemi, tra cui provocare un infortunio al cameriere. Bean viene pertanto messo a lavorare in cucina e l'attore ordina un'aragosta dall'acquario del ristorante. Tuttavia il crostaceo riesce a fuggire facendo arrabbiare l'attore, che ingaggia una rissa in cucina col protagonista, ma questi viene salvato dall'aragosta e baciato su una guancia dall'attrice.

## Ladro d'arte
Mr. Bean si reca alla National Gallery dove però non apprezza le opere d'arte presenti in quanto rappresentano nudità. Quando vede un uomo che cerca di rubare I Girasoli, gli scatta una foto ma deve attendere un po' di tempo prima che l'immagine si sviluppi. Non appena questa è finalmente completa e ritrae l'uomo, Bean si rende conto che il quadro è già scomparso e pensa erroneamente che sia stato rubato dal ladro, perciò inizia ad inseguirlo in macchina fino a Parigi. Dopo aver sottratto un quadro dal Louvre, il criminale ha un incidente e il protagonista riesce ad appropriarsi della tela. Torna a Londra per rimettere il quadro a posto, ma scopre con orrore di aver messo quello sbagliato (La nascita di Venere, ossia quello rubato dal criminale). Arriva la polizia e viene rivelato che I Girasoli sono stati portati in un'altra stanza per pulirli; poco dopo il ladro viene arrestato e nel bagagliaio della sua auto vengono trovati diversi quadri rubati.

## Incubo
Mr. Bean va al cinema dove guarda parzialmente due film horror intitolati rispettivamente Kat e The Glob, che lo spaventano a tal punto da decidere di andare a vedere una pellicola d'animazione chiamata Mr. Tiny, la quale però lo fa addormentare. Quando arriva all'esterno di casa sua si rende conto di aver lasciato la giacca con la chiave che gli serve per aprire la porta al cinema. Come se non bastasse, Bean vede temporaneamente Scrapper come un gatto gigante e Mrs. Wicket come il mostro Blob e scappa via. Torna al cinema e cerca di intrufolarsi in sala, ma viene fermato dalla cassiera, la quale si trasforma in un calabrone gigante che lo porta all'interno del film di Mr. Tiny. Quest'ultimo e Bean uniscono le forze e sconfiggono tutti i mostri che gli si parano dinanzi. I due si arrampicano sulla scritta "THE END", ma il protagonista cade accidentalmente quando si arrampica sulla N. A questo punto si sveglia, rendendosi conto che è stato tutto un incubo. Tornato a casa, Bean vede Mrs. Wicket in procinto di trasformarsi nel Blob e le tira un pugno in faccia, facendola infuriare.

## Un caldo appuntamento
Mr. Bean e Irma sono a un appuntamento ma hanno idee diverse su ciò che lo rende tale. Dopo aver mangiato in un ristorante, il protagonista si rende conto di aver lasciato il portafogli a casa, quindi va a prenderlo, ma un musicista presente nel locale paga il conto con 20 sterline e balla con Irma. Quando Bean vede la ragazza e il violinista andare alla macchina, nota una Reliant Regal Supervan celeste che esce e crede che a bordo ci siano i due perciò inizia ad inseguirla. Non appena Irma e il musicista stanno per baciarsi, vengono interrotti dalla Reliant Regal Supervan che va a sbattere contro il mezzo su cui si trovano. La ragazza decide di tornare all'auto di Bean e i due se ne vanno ridendo, mentre il violinista si azzuffa con l'autista della Reliant Regal per aver danneggiato la sua macchina.

## Ricercato
Un detenuto evaso di prigione che somiglia a Mr. Bean si rifugia nell'appartamento di quest'ultimo e riesce a far sì che la polizia arresti erroneamente il protagonista. Il galeotto allora inizia a impersonarlo per godersi la libertà, ma poco dopo viene costretto da Mrs. Wicket, che non ha scoperto la sua vera identità, a lavorare in giardino, stancandosi parecchio. Bean intanto cerca di tornare a casa, ma finisce involontariamente per far evadere due ladri. Quella notte il criminale, non sopportando più di dover lavorare duramente, decide di tornare nella sua cella e spiega a Bean come sono andate le cose; nel frattempo una guardia carceraria scopre dell'evasione dei due banditi. Il detenuto aiuta quindi Bean a fuggire dal carcere, ma egli poco dopo sente l'allarme e inizia a scappare, credendo che la polizia lo stia cercando.